# Marpa Locava
Marpa Locava (1012–1097), teljes nevén Lhodak Marpa Csöszki Lodosz vagy egyszerűen Marpa a fordító, tibeti buddhista tanító, aki vadzsrajána tanítást hozott Indiából, köztük a Mahámudrá hagyományvonalat. Ezáltal a kagyü hagyományvonalat gyakran nevezik marpa kagyünek is a tiszteletére.
Annak ellenére, hogy bizonyos források Marpa személyes tanítójának nevezik mahásziddha Náropát, más források szerint csupán a Náropa vonalhoz tartozott, de nem volt közvetlenül a tanítványa. Az bizonyos viszont, hogy Marpa mahásziddha Maitrípáda közvetlen tanítványa volt.

## Élete
Marpa Csökji Lodrö Tibet déli részén született Lhodrak Csukjerben, egy tehetős család gyermekeként. Korán kezdték a képzését mégis más gyermekekhez képest igen vad volt és neveletlen. Marpa három évig tanult Mangkharban Drokmi Sakja Jese mellett és elsajátította a szanszkrit nyelvet. Ezután Indiába utazott, hogy ismert buddhista mesterektől tanuljon. Az utazáshoz szükséges pénzt úgy szerezte meg, hogy minden örökségét pénzzé tett.
Marpa először Nepál területére érkezett, ahol együtt tanult Náropa két másik neves tanítványával, Paindapával és Csiterpával. Paindapa később elkísérte Marpát Pullahariba, a Nálanda egyetem közelébe, ahol Náropa tanított. Marpa tizenkét évig tanult Nárópától és más nagyszerű indiai gurutól, elsősorban Maitrípádától. Ezután visszatért Tibetbe és tanított.
Marpa további két alkalommal utazott Indiába és háromszor Nepálba. Nehezen találta meg ekkor már Náropát, aki tantrikus tanulmányokat folytatott. Végül sikerült meglelnie és így megkapta a legutolsó tanításokat és egy jóslatot, amely szerint nem a gyermekei, hanem a tanítványai fogják tovább vinni a hagyományvonalát.
Tibetbe visszatérve Marpa éveken át fordított buddhista szövegeket, amellyel jelentősen hozzájárult a buddhizmus terjedéséhez a himalájai országban. Marpa második indiai utazása során vált tanítványává Milarepa. Marpa fiának halála után Milarepa örökölte meg a teljes hagyományvonalat. Úgy tartják, hogy Marpa alapította a Sztongdej kolostort Zanszkárban 1052-ben.